# Золотницька Ольга Миколаївна
Ольга Миколаївна Золотни́цька (сценічні псевдоніми — Арсеньєва, Белліні; по чоловіку — Волинцева; нар. 1871, Херсонщина — пом. ?) — українська і російська оперна співачка (сопрано).

## Біографія
Народилася у 1871 році на Херсонщині. 1889 року закінчила Київський інститут шляхетних дівчат. Впродовж 1890—1895 років навчалась в Музично-драматичному училищі Московського філармонічного товариства (клас Семена Біжеїча). Удосконалювала майстерність у Камілло Еверарді, у 1896—1897 роках — у Мартіна Петца в Мілані, згодом у П. Віардо в Парижі.
Протягом 1895–1896 років — солістка Київської опери. У 1895, 1896—1897 роках виступала в Бельгії (переважно у Брюсселі). Влітку 1897 року співала у складі Товариства оперних артистів В. Зеленого і Василя Девіклера, з яким гастролювала в Челябінську, Омську, Томську, Красноярську, Іркутську і Читі. У 1897—1898 роках — в антрепризі М. Корсакова в Томську.
У 1898–1899 роках — у Маріїнскому театрі, у 1899—1905 роках — у театрі «Аркадія» у Санкт-Петербурзі (антреприза Максиміліана Максакова, у 1905–1906 роках — в Одесі, Харбіні, у 1906–1907, 1909–1910 роках — Харківській опері, у 1907 році — в Саратові, у 1908 році — в Уфі, у 1912 році — в Нижньому Новгороді, у 1913 році — в Ростові-на-Дону.

## Партії
- Тетяна («Євгеній Онєгін» Петра Чайковського);
- Рогнеда («Рогнеда» Олександра Сєрова);
- Купава («Снігуронька» Миколи Римського-Корсакова);
- Галька («Галька» Станіслава Монюшка);
- Марґарита («Фауст» Шарля Ґуно);
- Аїда («Аїда» Джузеппе Верді);
- Зарема («Сід» Жуля Массне);
- Венера («Тангойзер» Ріхарда Ваґнера).